# Holten Canadian War Cemetery

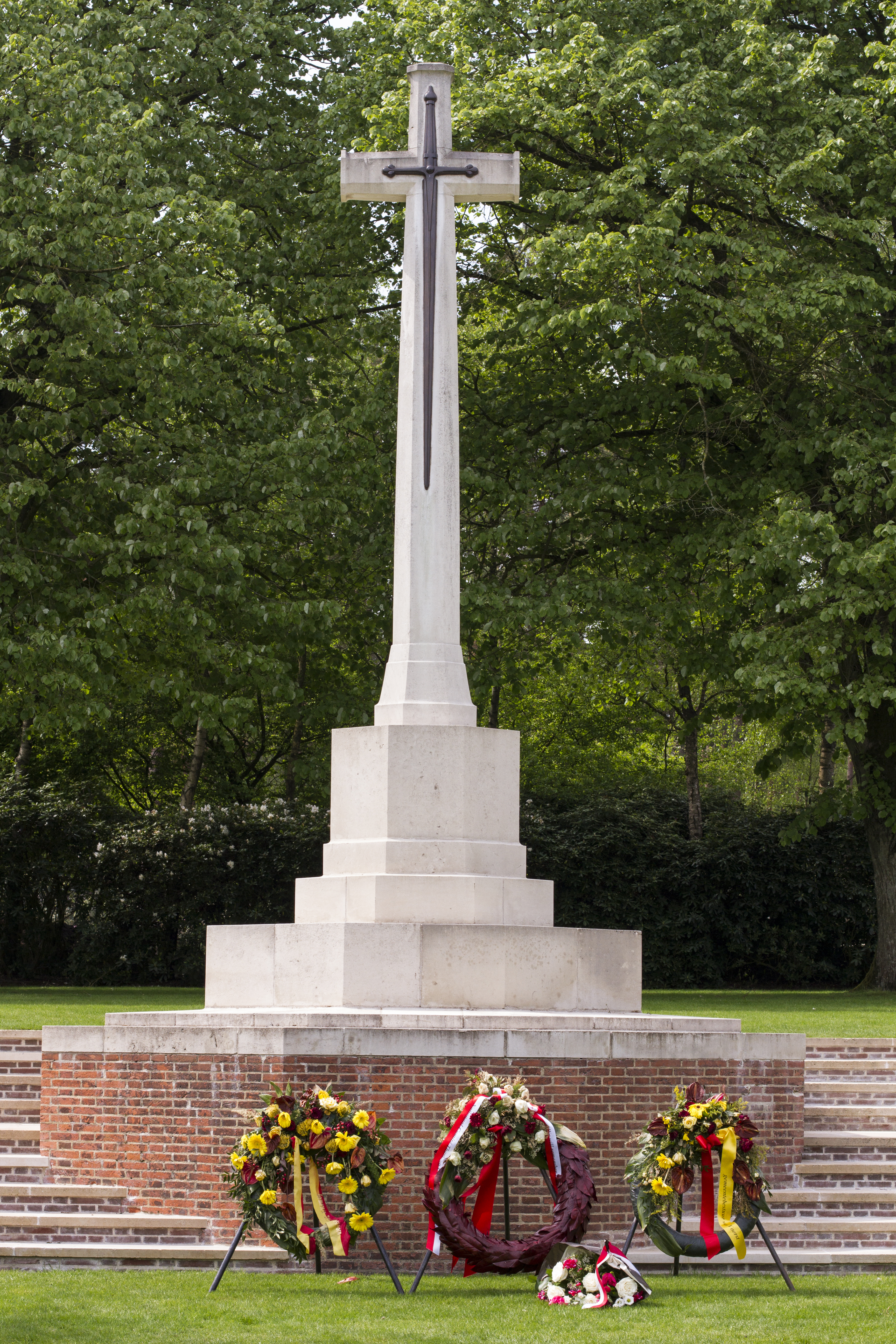
Kruis ter nagedachtenis aan de gesneuvelden

Holten Canadian War Cemetery of Canadese begraafplaats Holterberg is een van de grootste militaire begraafplaatsen in Nederland. De Tweede Wereldoorlog-begraafplaats in Holten wordt onderhouden door de Commonwealth War Graves Commission. Holten Canadian War Cemetery telt graven van 1.394 soldaten, van wie 1.355 Canadezen.
Via de toenmalige burgemeester van Holten en het ministerie van Oorlog werd bewerkstelligd dat een stukje Nederland voor dit doel aan het Canadese Gouvernement kon worden geschonken. Nog steeds is de begraafplaats op de Holterberg, die sinds 2004 deel uitmaakt van het Nationaal Park Sallandse Heuvelrug, een stukje Canadees grondgebied. Op de Canadese begraafplaats hebben - naast 1.355 Canadezen - ook 36 Britten, 2 Australiërs en 1 Belg hun laatste rustplaats.
Niet alle hier begraven militairen zijn tijdens de Tweede Wereldoorlog in Nederland gesneuveld. Er rusten ook slachtoffers van de Canadese veldtocht door Noord-Duitsland van april 1945, van wie men niet wilde dat zij in Duitsland, destijds het land van  de vijand, ter aarde zouden worden besteld.
Op ongeveer 250 meter naar het zuidwesten ligt het Natuurmuseum Holterberg. De Canadese begraafplaats ligt op de Wullenberg, het zuidelijke deel van de Holterberg. Naast de begraafplaats ligt sinds 2011 een informatiecentrum, met daarin onder meer een glaskunstwerk van Annemiek Punt, getiteld For all generations.

## Foto's

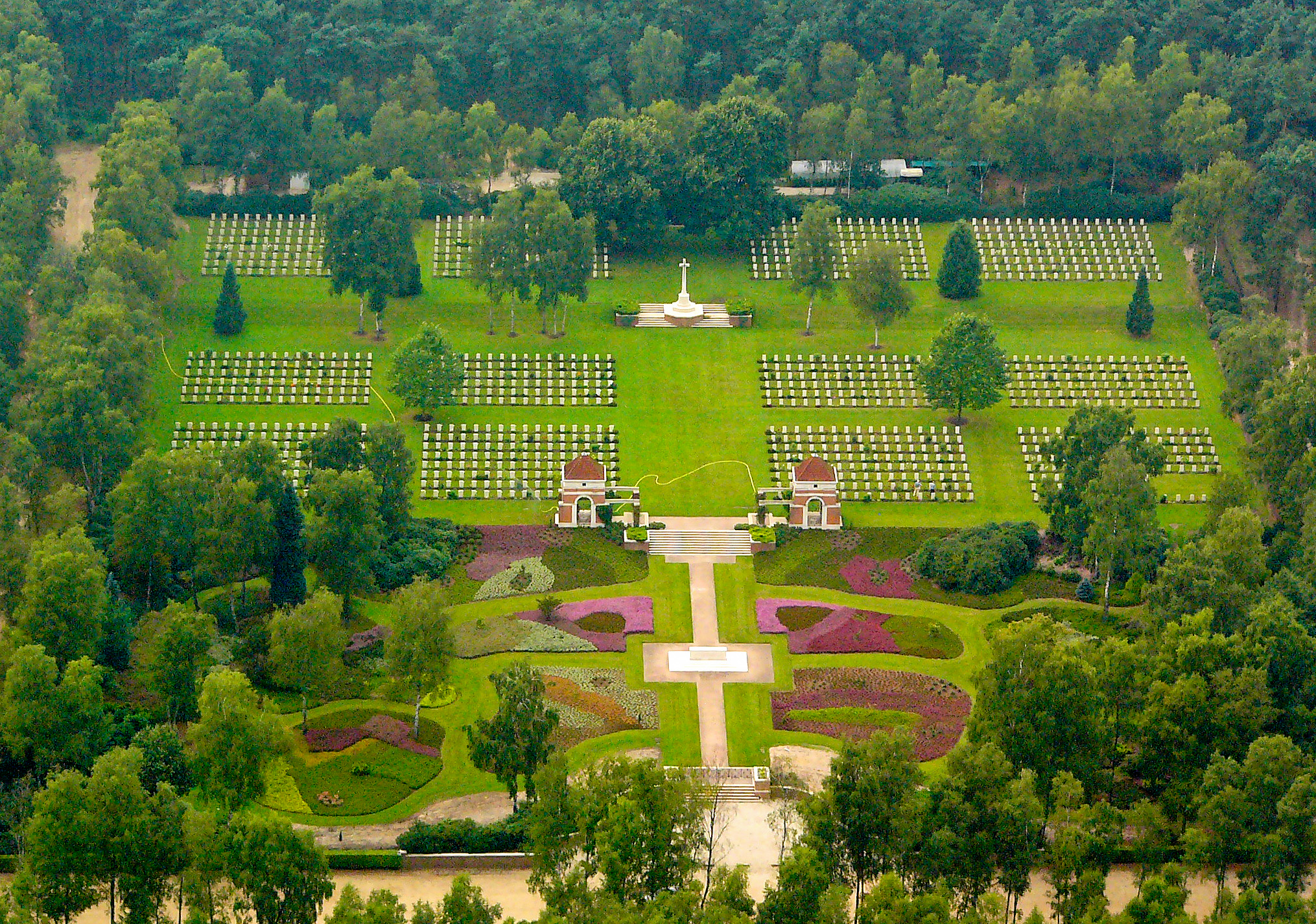
Overzicht van de Holten Canadian War Cemetery
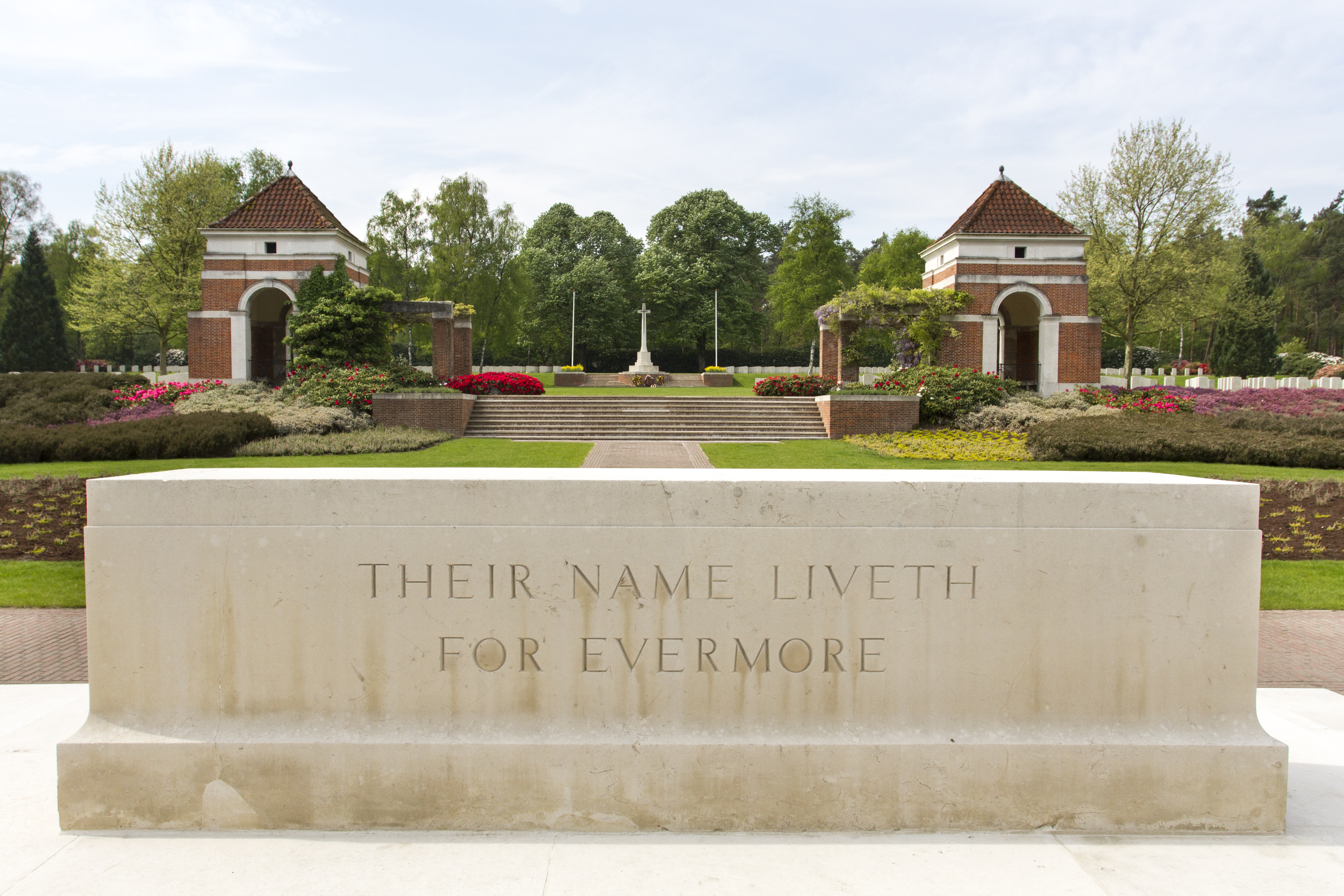
Gedenksteen bij de ingang
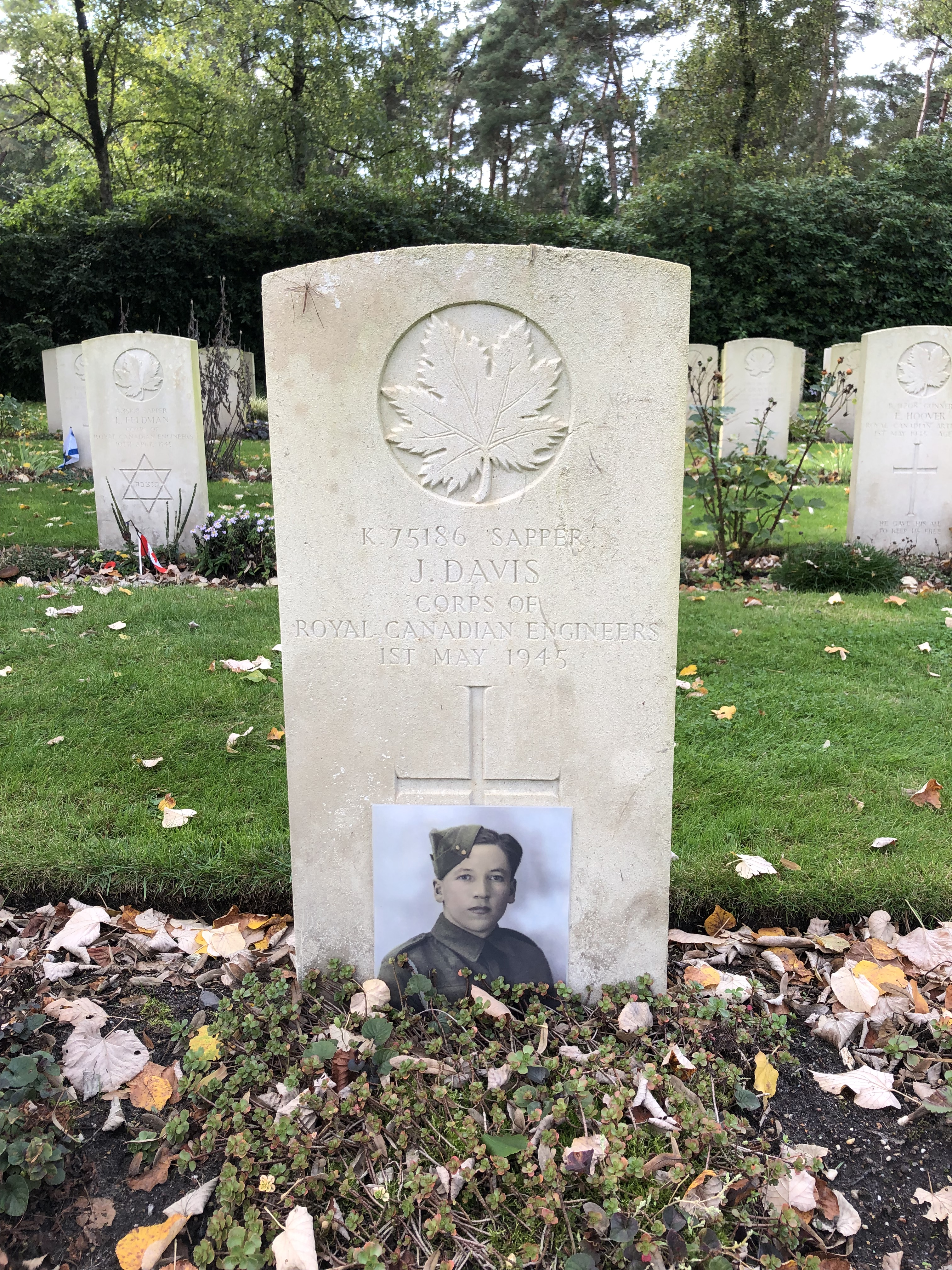
Graf met foto
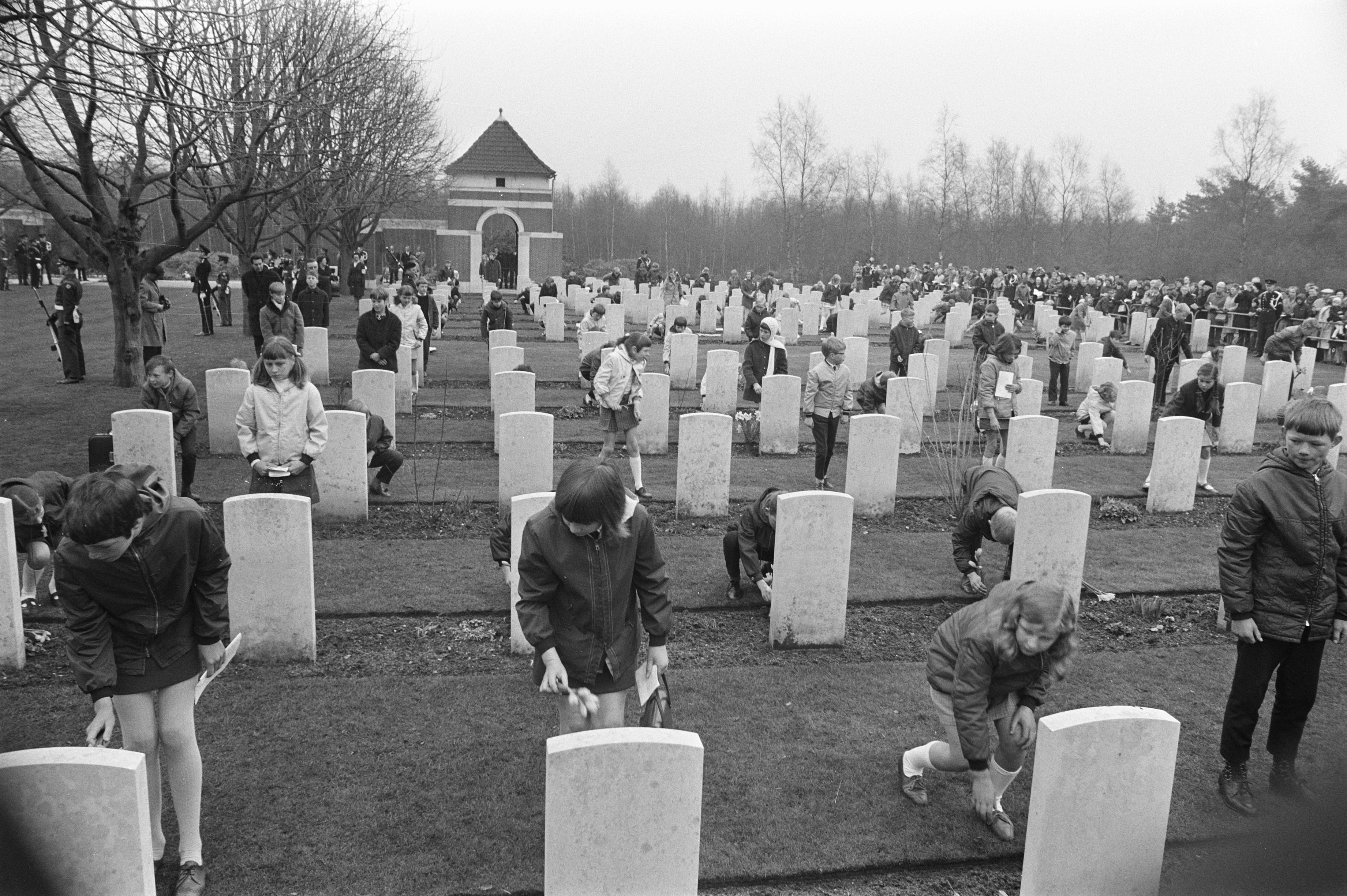
Kinderen leggen bloemen ter gelegenheid van de 25ste herdenking van de bevrijding van Overijssel
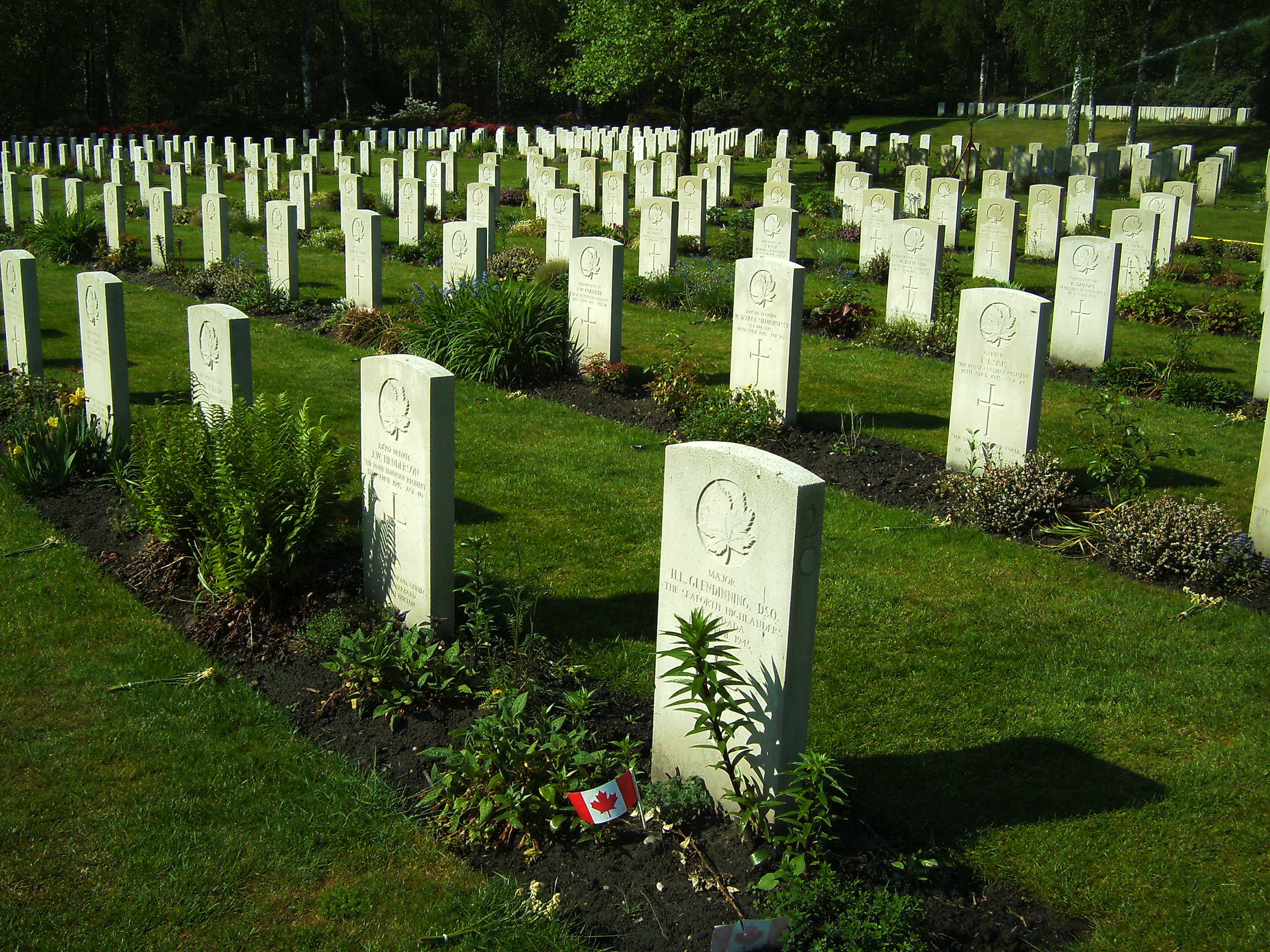
Een deel van de graven